# Теркоська гребля
41°20′11.79″ пн. ш. 28°37′6.69″ сх. д. / 41.3366083° пн. ш. 28.6185250° сх. д.

Теркоська гребля

Теркоська гребля (тур. Terkos Barajı) - гребля за 50 км на північний захід від центру м Стамбул, біля селища Дурусу , Чаталджа, Туреччина. Зведена у 1971 р з метою перетворення солоноватого лиману Дурусу на прісне озеро. Замовником будівництва був Державний департамент гідравлічних робіт (Туреччина). Дамба заввишки 8,8 м перегородила надходження солоної води з Чорного моря в лиман, які заповнили прісні води р. Дурусу. Площа дзеркала при цьому збільшилася з 25 до 30,4 км (макс.). До введення в дію проекту Мелен озеро Дурсу було провідним місцем водозабору для водопостачання фракійського берегу Стамбула.
З часом, важке цементне наповнення дамби, так само як і обсяг води що значно збільшився в самому озері, розпочали видавлювати пісок в море, незважаючи на те що в повноводні роки частина вод скидається в море. Почався поступовий розмив коси. В 2004 р ширина коси у найвразливішій ділянці скоротилася до 10 м. Основна екологічна проблема полягає в тому що за роки опріснення, в опрісненому водосховищі сформувалися прісноводні флора і фауна, які загинуть якщо станеться прорив чорноморської води. Уряд Туреччини інвестував 8 млн турецьких лір для підтримки дамби і запобігання розмиву.